# Блоке 1325 (Сан Игнасио Рио Муерто)
Блоке 1325 (шп. Bloque 1325) насеље је у Мексику у савезној држави Сонора у општини Сан Игнасио Рио Муерто. Насеље се налази на надморској висини од 10 м.

## Становништво
Према подацима из 2005. године у насељу је живело 6 становника.

### Хронологија
| Година       | 2005 |
| ------------ | ---- |
| Становништво | 6    |

### Попис
| # | Индикатор                        | Вредност |
| - | -------------------------------- | -------- |
| 1 | Укупно појединачних домаћинстава | 1        |